# Робітнича газета Пролетар
«Робітнича газета Пролетар» — масова щоденна газета, орган Всеукраїнської Ради Профспілок, з 1930 року — ЦК КП(б)У і Всеукраїнської Ради Профспілок.
Виходила у Харкові 1926—32, до 1928 з додатками: «Індустріалізація, раціоналізація, винахідництво», «По світах», «Фізкульт», «Фото-кіно», «Що читати», «Терпуг»; містила також літературні твори. «Робітнича газета Пролетар» була партійним офіціозом, призначеним головно для робітничного читача. Редактор Борис Лівшиць (Ліфшиць).